# Mikael Agaton
Mikael Agaton, född 1956 i Eskilstuna, är en svensk dokumentärfilmsregissör, manusförfattare och producent.
Sedan 1995 driver Agaton produktionsbolaget Agaton Film & Television. Dokumentärserien Livets mirakel som visats både på SVT och internationellt är en av de mest kända produktioner han regisserat.

## Dokumentärfilm
Mikael Agaton har sedan början av nittiotalet fokuserat på TV-program som behandlar olika ämnesområden inom historia och vetenskap, framför allt för SVT och internationell television som WGBH i USA, ZDF och SWR i Tyskland och Channel 4 i England. 
Tillsammans med fotografen Lennart Nilsson har Mikael Agaton gjort bland annat Our Immune System för National Geographic Society och producenten Sidney Plait, Livets mirakel för SVT och producenten Bo G. Erikson, War against Disease för SVT samt Resan till Livets kärna för UR, tyska SWR och EBU och producenten Ninnie Küller. Inom ämnet historia/arkeologi har Agaton producerat serier som Stenristarna, Birka Vikingastaden, Vikingar i öst och Vikingarna i väst, en serie om samerna och dokumentärfilmer som Ständigt denna Bellman, Snapphanarnas krig, Vikingafurstinnan och Runsa - Fornborgens gåta. 
Agaton har vunnit ett flertal internationella priser för sina filmer, däribland en Emmy Award för bästa dokumentärfilm i New York 1996 samt en Peabody Award året efter. Serien Livets mirakel är internationellt sett en av SVT:s mest visade produktioner.